# Coleophora campestriphaga
Coleophora campestriphaga é uma espécie de mariposa do gênero Coleophora pertencente à família Coleophoridae.